# Шолдино
Шолдино — деревня в Бережанской волости Островского района Псковской области.
Расположена в 22 км к юго-западу от центра города Остров и в 6 км к юго-западу от деревни Федосино.
Численность населения деревни по состоянию на 2000 год составляла 4 человека.
До 2005 года деревня входила в состав ныне упразднённой Пальцевской волости с центром в д. Федосино.